# Musique des Îles Marshall
La musique des Îles Marshall a une longue histoire. Elle ressemble beaucoup à celles des autres îles et archipels de la Micronésie.

## Instruments traditionnels
Il existe des tambours unilatéraux en forme de sablier. Ceux-ci sont d'une grande importance dans la musique marshallaise, bien que le tambour soient généralement peu commun dans les autres îles de l'ensemble micronésien .

## Chants
Le roro est un chant traditionnel servant à raconter des légendes anciennes comme l'apprentissage des connaissances nécessaires à la navigation ou comme entrain des mères au travail. Les groupes modernes ont mélangé ces chansons uniques à chaque île de l'archipel avec la musique moderne.

## Danses
Il existe une danse typiquement marshallaise appelée betterave, influencée par les danses folkloriques venues d'Espagne (pays d'origine des premiers Européens à découvrir l'archipel). Dans celle-ci, les hommes et les femmes font un pas de côté en lignes parallèles, créant un rythme très difficile et complexe. Il y a sorte de danse des bâtons effectuée par le Jobwa, jouée de nos jours que pour des occasions très spéciales.